# موزه هنر ریگا بورس
موزه هنر ریگا بورس (لتونیایی: Mākslas muzejs Rīgas Birža muzejs Rīgas Birža) یک موزه در ریگا، لتونی است. این موزه در سال ۱۹۲۰ تأسیس شد و شامل گسترده‌ترین مجموعه هنر جهان در لتونی از هنر مصر باستان و خاورمیانه است که قدمت آن به ۵۰۰۰ سال قبل از میلاد برمی‌گردد.

## تاریخچه

### ساختمان
در نیمه اول قرن نوزدهم، تجارت ریگا توسعه یافت. بازرگانان سازمان دائمی خود را به نام کمیته بورس ایجاد کردند. تا آن زمان، تمام معاملات در تالار شهر (راتهاوس) انجام شد.
در سال ۱۸۴۷، انجمن بزرگ ریگا تصمیم گرفت تالار شهر را ترک کند و اتاق‌ها را به مؤسسات درباری شهر بازگرداند. اعضا تصمیم گرفتند ساختمان جدیدی بسازند که بتواند شامل خود انجمن، کمیته بورس و یک تئاتر شهر باشد.
معمار که باید بورس را طراحی می‌کرد، هارالد جولیوس فون بوسه، یک نجیب‌زادهٔ آلمانی بالتیک بود که در سن پترزبورگ کار می‌کرد. مأموریت او مستقر کردن بورس در شهر قدیمی و همچنین «تطبیق با چیدمان نامنظم بلوک‌ها، خیابان‌های باریک و چینش متراکم ساختمان‌ها» بود. بعدها ایده تئاتر شهر به دلیل خطرات آتش‌سوزی رد شد. فون بوسه طراحی خود را در سال ۱۸۵۰ آغاز کرد، اما مکانی که او انتخاب کرد، کمیته مبادله را راضی نکرد. سپس در سال ۱۸۵۱ تصمیم گرفته شد که این ساختمان در محلهٔ دیگری بنا شود. سرانجام، ساخت و ساز در ۲۵ مارس ۱۸۵۲ آغاز شد. معماری ساختمان به سبک کاخ‌های ونیزی رنسانس و به عنوان نمادی از ثروت و فراوانی چنین طراحی شده است.
برای نمای بورس تصمیم گرفته شد از دکور سفالی، مجسمه‌هایی با محتوای تمثیلی و عناصر تزئینی استفاده شود. مجسمه‌ساز دانمارکی دیوید جنسن که در سن پترزبورگ مستقر بود، مسئول این پروژه شد. سپس، در ۲۶ مه ۱۸۵۶، بورس ریگا با حضور تزار روسیه الکساندر دوم به‌طور رسمی افتتاح شد.
در سال ۱۹۳۷، چندین ساختمان برای ایجاد میدان گنبد (Doms laukums) تخریب شدند.
پس از جنگ جهانی دوم، لتونی بخشی از اتحاد جماهیر شوروی شد و این ساختمان به مرکز پروپاگاندای علم و فناوری تبدیل شد. نما در رنگ‌های روشن‌تر (صورتی کم رنگ و قهوه ای) رنگ آمیزی شد.
در ۲۴ ژانویه ۱۹۸۰، آتش‌سوزی در سالن‌های طبقه بالا رخ داد. این موزه امروزه آثار بسیاری از این آتش‌سوزی را نگه می‌دارد. بازسازی چند ماه بعد آغاز شد اما در سال ۱۹۸۲ متوقف شد.
در ۳۰ سپتامبر ۲۰۰۴، بازسازی با پروژه‌ای به نام «بازسازی بورس سابق» برنامه‌ریزی شد، اما کار تنها در سال ۲۰۰۸ آغاز شد و در سال ۲۰۱۱ به پایان رسید. در ۲۰ آگوست ۲۰۱۱، این ساختمان بالاخره میزبان مجموعه‌های هنری خارجی شد و موزه هنر ریگا بورس نامیده شد.

### مجموعه‌ها
مجموعه‌های موزه هنر ریگا بورس توسط چندین مجموعه‌دار هنری در طول قرن ۱۹ و ۲۰ میلادی جمع‌آوری شده‌اند.
اولین مجموعه خصوصی که به شهر ریگا داده شده بود، از طرف نیکولاس فون هیمسل (۱۷۲۹–۱۷۶۴) وقف شد. او یک پزشک و مسافر آلمانی‌تبار بالتیک بود و بسیاری از اشیاء خاور زمین را برای ساختن یک مجموعه هنری خریداری کرد. سپس، دومنیکو دو روبیانی (۱۷۹۳–۱۸۸۹)، یک تاجر ایتالیایی ساکن ریگا، مجموعه نقاشی‌های خود را ارائه داد که آثار هنری هلندی، آلمانی و فرانسوی را گردآوری می‌کرد. این دو مجموعه با هم ادغام شدند و ایده موزه به وجود آمد.
به دلیل کمبود فضا، برخی از نقاشی‌ها در خانه شهردار به نام لودیویک ویلهلم کرکوویوس (۱۸۳۱–۱۹۰۴) باقی ماند. در این زمان، چندین مجموعه‌دار مجموعه‌های خود را وقف موزه کردند: راینهولد شیلینگ (۱۸۱۹–۱۸۸۸) ۳۰ نقاشی و کرکوویوس ۲۶ نقاشی به آن سپردند. مهم‌ترین هدیه مجموعه فردریش ویلهلم بردرلو (۱۷۷۹–۱۸۶۲) بود. او ۲۰۱ نقاشی داد که ۷۰ تای آن توسط استادان هلندی کشیده شده بود.
مجموعه موزه شامل بیش از ۲۲۰۰۰ اثر هنری است که قدمت آنها از هزاره چهارم قبل از میلاد تا قرن بیستم است.

## نگارخانه

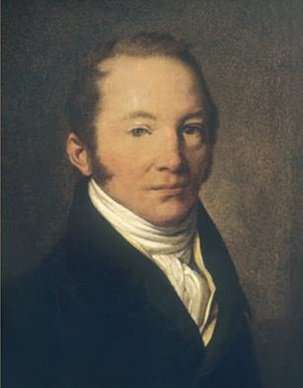
پرتره فردریش ویلهلم بردرلو
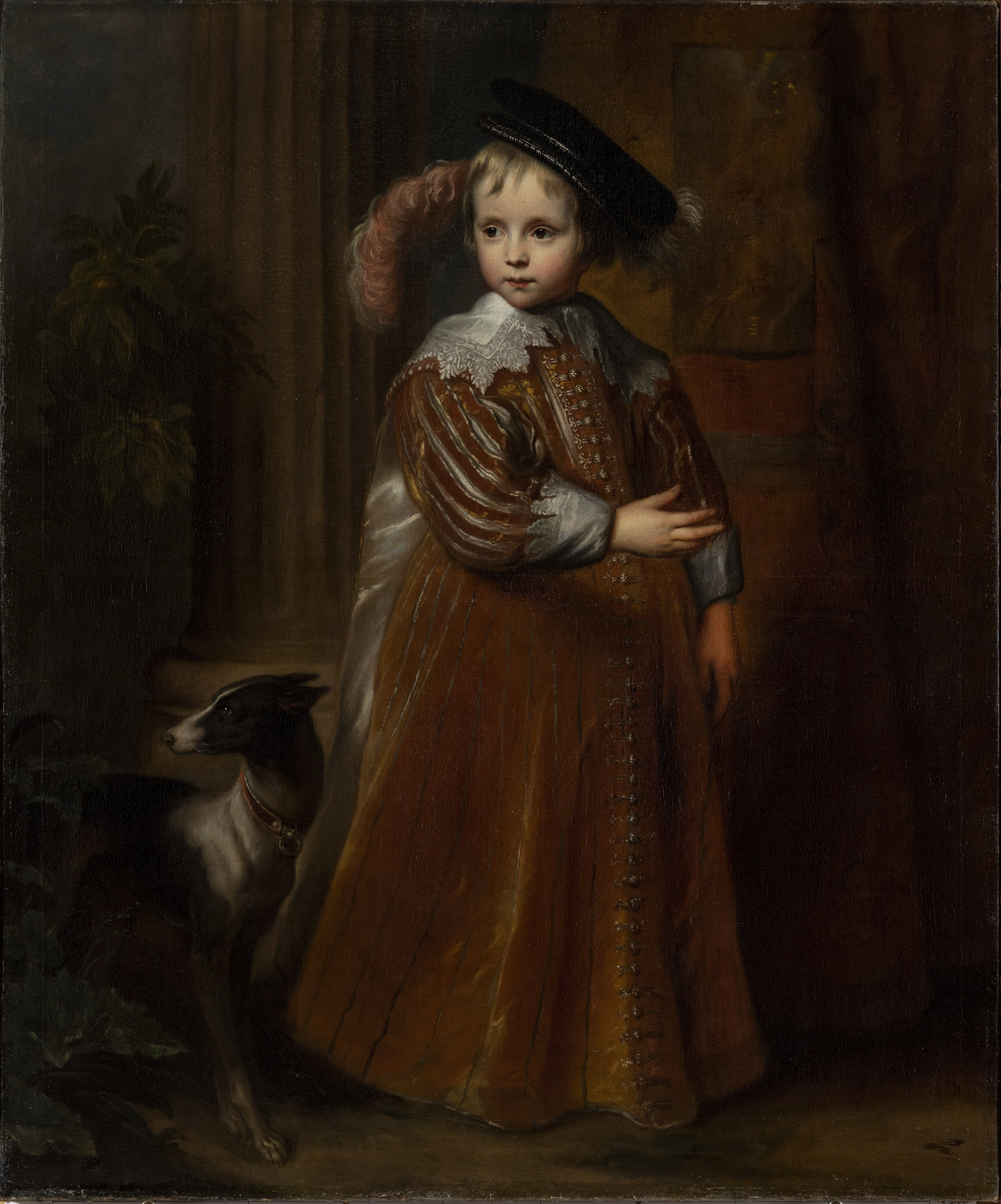
پرتره ویلیام دوم، شاهزاده اورنج-ناسائو
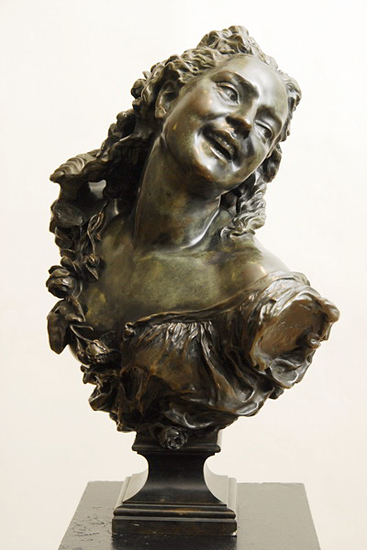
نیم تنه یک باکانته
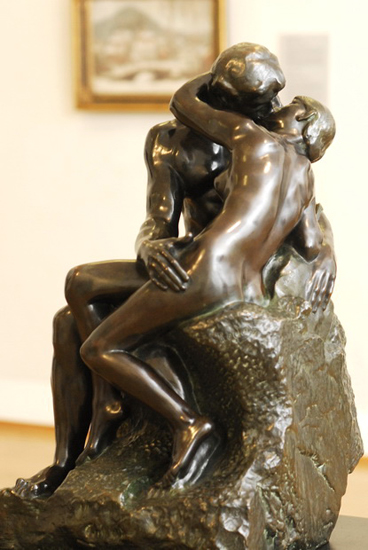
بوسه
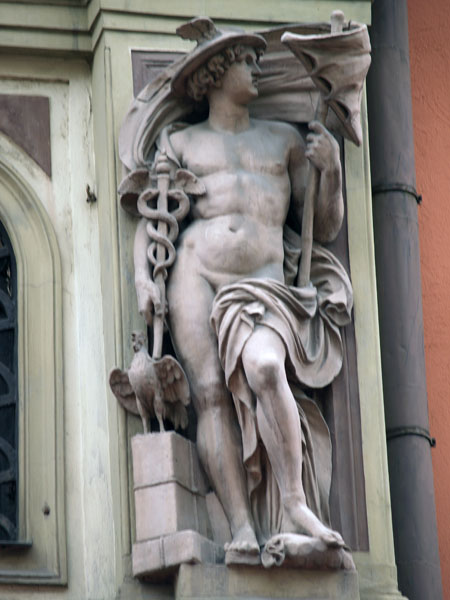
جیوه (قبل از ترمیم)
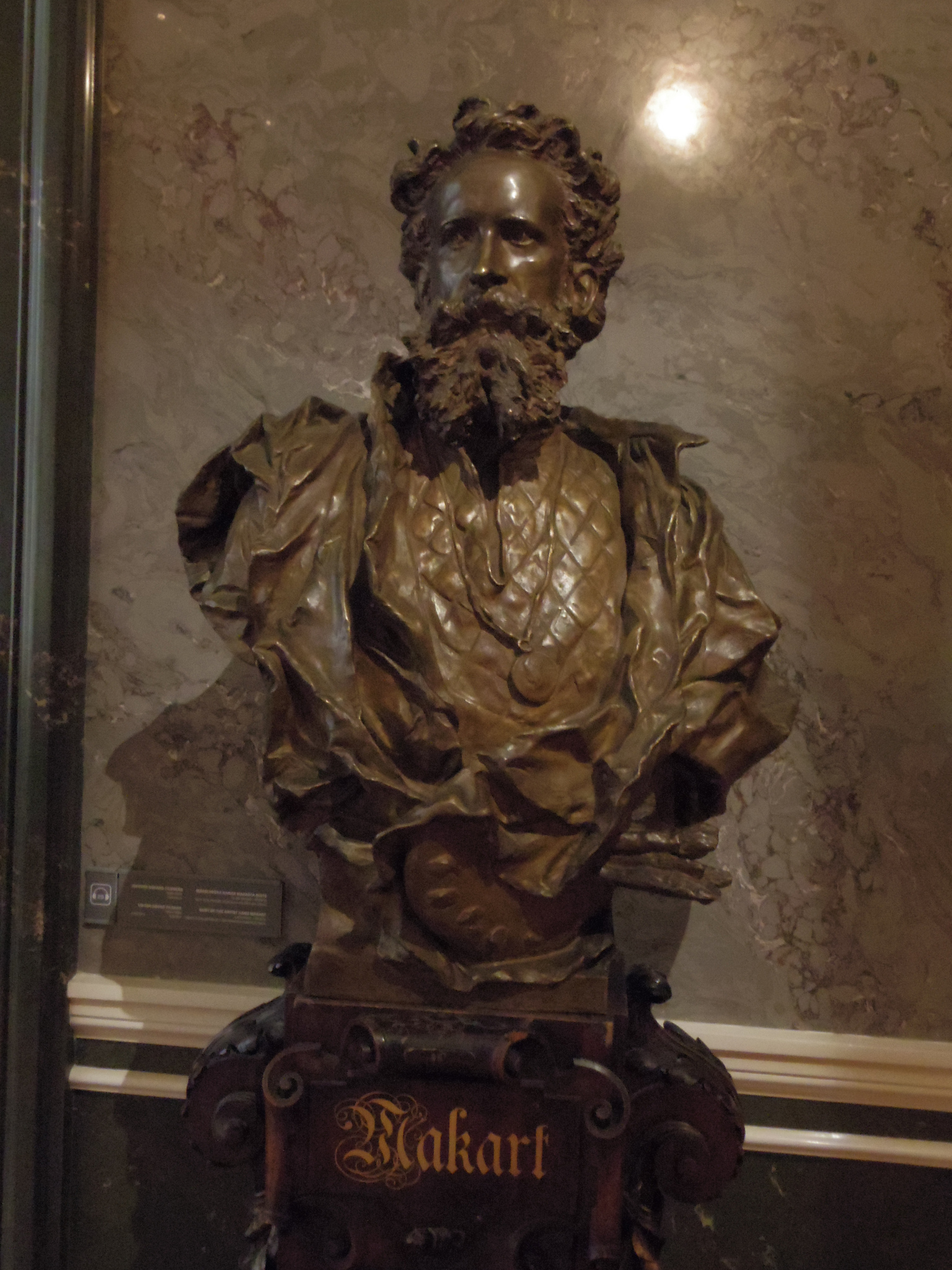
نیم تنه هانس ماکارت
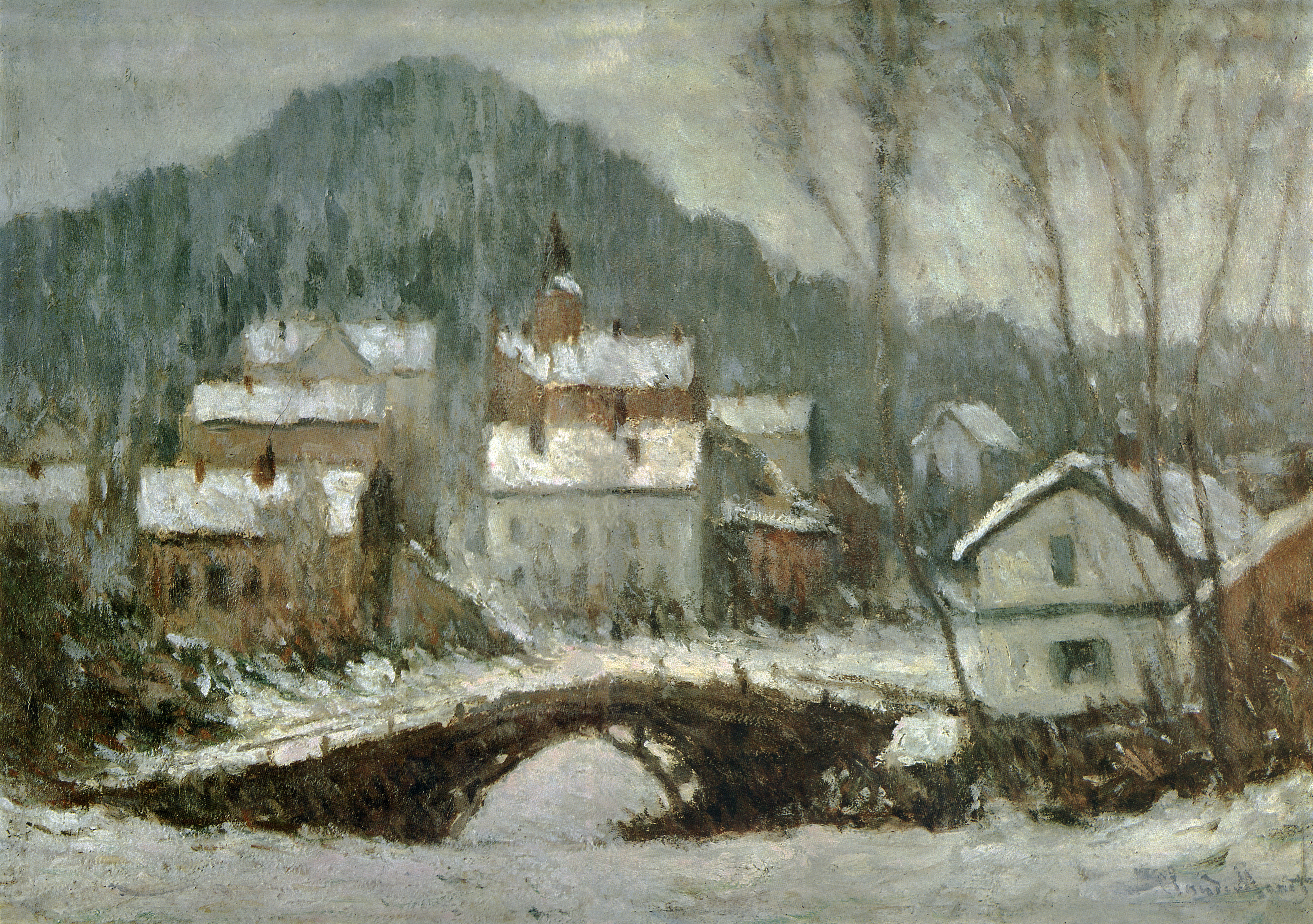
روستای ساندویکن ، کلود مونه